# Afghanit
Afghanit là một khoáng vật của hydrat natri, calci, kali, sulfat, clorit, carbonat nhô silicat có công thức hóa học (Na,Ca,K)8[Al6Si6O24](SO4,Cl2,CO3)3 · 0.5H2O. Afghanit là feldspathoid của nhóm cancrinit và xuất hiện đặc biệt của nhóm sodalit. Afghanit kết tinh theo hệ lục phương, tập hợp dạng khối, và có độ cứng 5,5 đến 6.
Nó được phát hiện năm 1968 trong mỏ Lapis-lazuli, Sar-e-Sang, tỉnh Badakhshan, Afghanistan và được đặt theo tên quốc gia này. Nó cũng được miêu tả ở một số địa phương ở Đức, Ý, Pamir Mountains, Tajikistan, gần hồ Baikal ở Siberia, New York và Newfoundland. Khoáng vật này có mặt ở dạng các mạch nhỏ trong các tinh thể lazurit ở Afghan và trong đá vôi xenolith bị thay thế trong đá bọt ở Pitigliano, Tuscany, Ý.